# Modřišice
Modřišice é uma comuna checa localizada na região de Liberec, distrito de Semily.